# 双和村
双和村（そうわむら）は、愛知県八名郡にかつて存在した村。豊川左岸に所在した。
明治22年、町村制の愛知県での施行により、金沢村と賀茂村が発足する。昭和26年に2村の合併で双和村が発足したが、昭和の大合併でわずか4年後に宝飯郡一宮村（後の一宮町）と豊橋市に分割編入された。現在の豊川市金沢町、豊橋市賀茂町に該当する。

## 歴史
- 江戸時代、この地域は半原藩、吉田藩領であった。
- 明治初期に、御園村、養父村、賀茂村が発足。
- 1878年（明治11年）12月28日 - 御園村、養父村が合併し、金沢村となる。
- 1889年（明治22年）10月1日 - 町村制の施行により、金沢村・賀茂村が発足。
- 1951年（昭和26年）4月1日 - 賀茂村と金沢村が合併し、双和村となる。
- 1955年（昭和30年）4月1日 - 大字金沢が宝飯郡一宮村、大字賀茂が豊橋市に編入される。同日、双和村廃止。

## 学校
- 双和村立金沢小学校（一宮村に編入後も一宮村立として存続）[4]
- 双和村立賀茂小学校（現・豊橋市立賀茂小学校）
- 双和村立双和中学校（1958年豊橋市立石巻中学校に合併）

## 神社・仏閣
- 賀茂神社
- 大阪神社

## 史跡
- 旗頭山古墳群

## 出身著名人
- 富安風生 - 俳人 (旧金沢村で出生)